# Verano
Verano (Vöran in tedesco) è un comune italiano di 1 008 abitanti della provincia autonoma di Bolzano in Trentino-Alto Adige.

## Geografia fisica
Il comune di Verano comprende oltre al capoluogo e alla frazione di Eschio, alcune altre piccole località minori, e si estende per quasi ventitré chilometri quadrati di superficie.
Il paese dispone di almeno due buone strade principali che l'attraversano, la prima proveniente da Bolzano conduce a Meltina, e la seconda procede da Merano fino ad Avelengo, dopo Verano.

## Origini del nome
Il toponimo è attestato quale Veran dal 1186 e deriva dal nome di persona latino Ferius col significato di "terreno di Ferio". Nel 1285/90 il luogo è nominato nell'urbario territoriale di Mainardo II di Tirolo-Gorizia quale zona intensamente coltivata a grano.

## Storia
Il comune di Verano è appartenuto sino alla fine della prima guerra mondiale alla circoscrizione giudiziaria di Merano ed era parte del suo distretto amministrativo.
Dal 1958 il villaggio montano è raggiungibile con la funivia di Verano, che collega tale località a Postal. Questa, costruita nel 1958, è stata rinnovata nell'anno 2000 e in seguito nel 2017. È annoverata, per le sue linee esteriori e le attrezzature tecniche d'avanguardia di cui è dotata, tra le più moderne funivie d'Europa, essendo fornita di un sistema di controllo che consente ad una sola persona di azionarla e permette nel contempo la videosorveglianza dell'intero tragitto.

### Simboli
Lo stemma è interzato in fascia: il primo d'azzurro, il secondo raffigura un giogo bovino al naturale su oro ed il terzo è di rosso. Lo stemma simbolizza alcune caratteristiche del comune; il giogo fa riferimento all'allevamento bovino una volta fiorente, lo sfondo oro riproduce l'attività cerealicola praticata, il rosso rappresenta il porfido presente sul terreno e l'azzurro il cielo. Lo stemma è stato adottato nel 1967.

## Monumenti e luoghi d'interesse

### Architetture religiose
- Chiesa di San Nicolò, parrocchiale.

## Società

### Ripartizione linguistica
La sua popolazione è per la quasi sua totalità germanofona:
| %      | Ripartizione linguistica (gruppi principali) |
| ------ | -------------------------------------------- |
| 94,53% | madrelingua tedesca                          |
| 5,47%  | madrelingua italiana                         |
| 0,00%  | madrelingua ladina                           |

### Evoluzione demografica
Abitanti censiti

## Amministrazione
| Periodo | Periodo   | Primo cittadino | Partito | Carica  | Note |
| ------- | --------- | --------------- | ------- | ------- | ---- |
| 2005    | 2010      | Alfons Alber    | SVP     | Sindaco |      |
| 2010    | in carica | Thomas Egger    | SVP     | Sindaco |      |